# Nagosa
Nagosa é uma povoação portuguesa do Município de Moimenta da Beira que foi sede da extinta Freguesia de Nagosa, freguesia que tinha 4,58 km² de área e 111 habitantes (2011), e, por isso, uma densidade populacional de 24,2 hab/km².
A Freguesia de Nagosa foi extinta (agregada) pela reorganização administrativa de 2012/2013, tendo o seu território sido agregado ao da Freguesia de Paradinha para criar a União de Freguesias de Paradinha e Nagosa.
Foi vila e sede de concelho até 1834. Este era constituído apenas por uma freguesia e tinha, em 1801, 295 habitantes.

## População
| População da freguesia de Nagosa | População da freguesia de Nagosa | População da freguesia de Nagosa | População da freguesia de Nagosa | População da freguesia de Nagosa | População da freguesia de Nagosa | População da freguesia de Nagosa | População da freguesia de Nagosa | População da freguesia de Nagosa | População da freguesia de Nagosa | População da freguesia de Nagosa | População da freguesia de Nagosa | População da freguesia de Nagosa | População da freguesia de Nagosa | População da freguesia de Nagosa |
| -------------------------------- | -------------------------------- | -------------------------------- | -------------------------------- | -------------------------------- | -------------------------------- | -------------------------------- | -------------------------------- | -------------------------------- | -------------------------------- | -------------------------------- | -------------------------------- | -------------------------------- | -------------------------------- | -------------------------------- |
| 1864                             | 1878                             | 1890                             | 1900                             | 1911                             | 1920                             | 1930                             | 1940                             | 1950                             | 1960                             | 1970                             | 1981                             | 1991                             | 2001                             | 2011                             |
| 402                              | 358                              | 354                              | 409                              | 426                              | 400                              | 386                              | 427                              | 426                              | 336                              | 254                              | 224                              | 190                              | 162                              | 111                              |

| Distribuição da População por Grupos Etários | Distribuição da População por Grupos Etários | Distribuição da População por Grupos Etários | Distribuição da População por Grupos Etários | Distribuição da População por Grupos Etários | Distribuição da População por Grupos Etários | Distribuição da População por Grupos Etários | Distribuição da População por Grupos Etários | Distribuição da População por Grupos Etários | Distribuição da População por Grupos Etários |
| -------------------------------------------- | -------------------------------------------- | -------------------------------------------- | -------------------------------------------- | -------------------------------------------- | -------------------------------------------- | -------------------------------------------- | -------------------------------------------- | -------------------------------------------- | -------------------------------------------- |
| Ano                                          | 0-14 Anos                                    | 15-24 Anos                                   | 25-64 Anos                                   | > 65 Anos                                    |                                              | 0-14 Anos                                    | 15-24 Anos                                   | 25-64 Anos                                   | > 65 Anos                                    |
| 2001                                         | 16                                           | 20                                           | 65                                           | 61                                           |                                              | 9,9%                                         | 12,3%                                        | 40,1%                                        | 37,7%                                        |
| 2011                                         | 11                                           | 9                                            | 41                                           | 50                                           |                                              | 9,9%                                         | 8,1%                                         | 36,9%                                        | 45,0%                                        |

## Património
- Igreja Matriz de Nagosa;
- Capela de Santa Bárbara.